# Betsileo

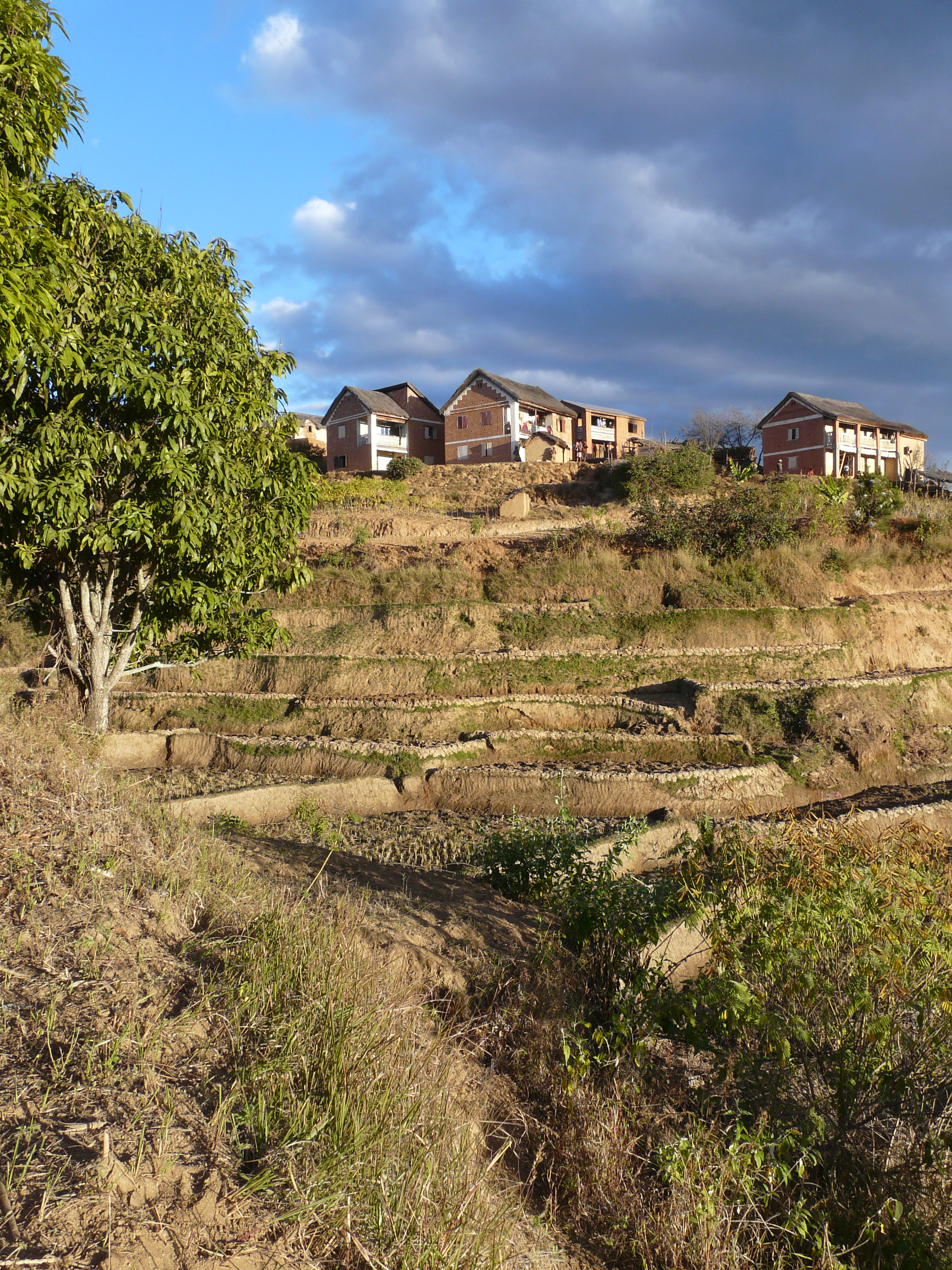
Dorf der Betsileo, genauer gesagt der Zafimaniry

Die Betsileo sind eine Ethnie im südlichen zentralen Hochland Madagaskars in der Gegend ihrer Hauptstadt Fianarantsoa und um die Stadt Ambositra. Mit einem Anteil von rund 13 % sind die Betsileo die drittgrößte Bevölkerungsgruppe Madagaskars. Sie sind bekannt für ihren Reisanbau in Terrassen, die sich an den Hängen zahlreicher Berge finden und von meisterhaften Bewässerungssystemen durchzogen sind.
In der Vergangenheit waren die Häuser der einfachen Betsileo aus Zweigen und Ästen hergestellt, die Höhergestellten hatten Häuser aus Holz, die mit geometrischen Holzschnitzereien und mit Rinderschädeln verziert waren. Die Gräber der Betsileo sind mit symbolhaften geschnitzten Grabstelen aus Holz verziert, die bis zu 20 m hoch sein können. Wie die Merina praktizieren sie den Brauch der Umwendung der Toten (Famadihana).
Die Zafimaniry, eine Untergruppe der Betsileo, sind für ihre herausragende Holzschnitzkunst bekannt, die 2003 auch von der UNESCO in die Liste der Meisterwerke des mündlichen und immateriellen Erbes der Menschheit aufgenommen wurde.

## Forschungsgeschichte
Der Ethnologe Ralph Linton reiste 1925 im Auftrag des Field Museum of Natural History Chicago zu den Betsileo.

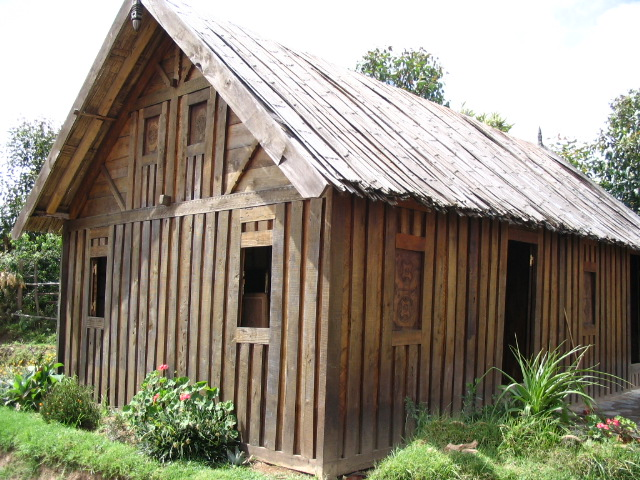
Traditionelles Holzhaus der Zafimaniry
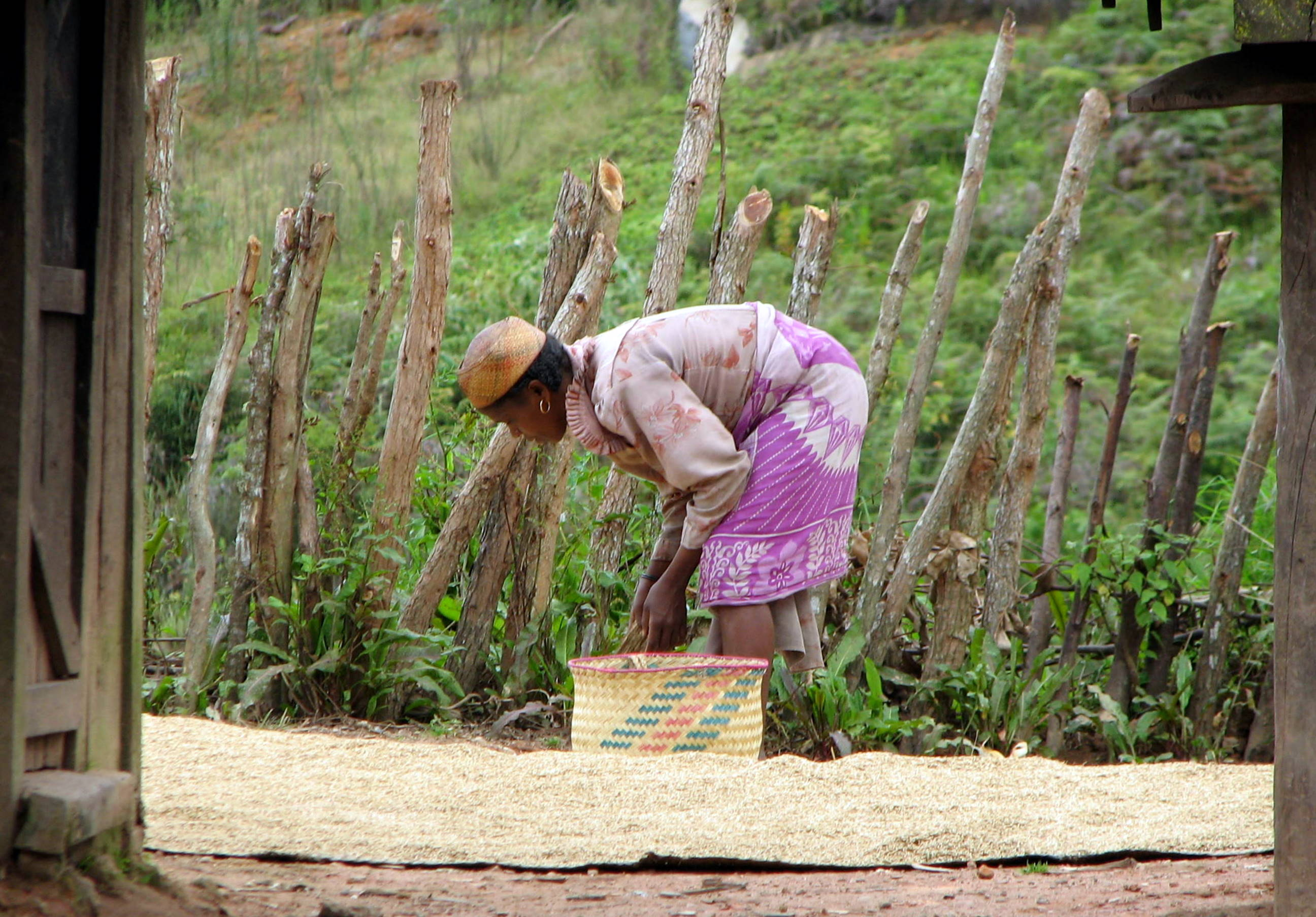
Zafimaniryfrau beim Reistrocknen
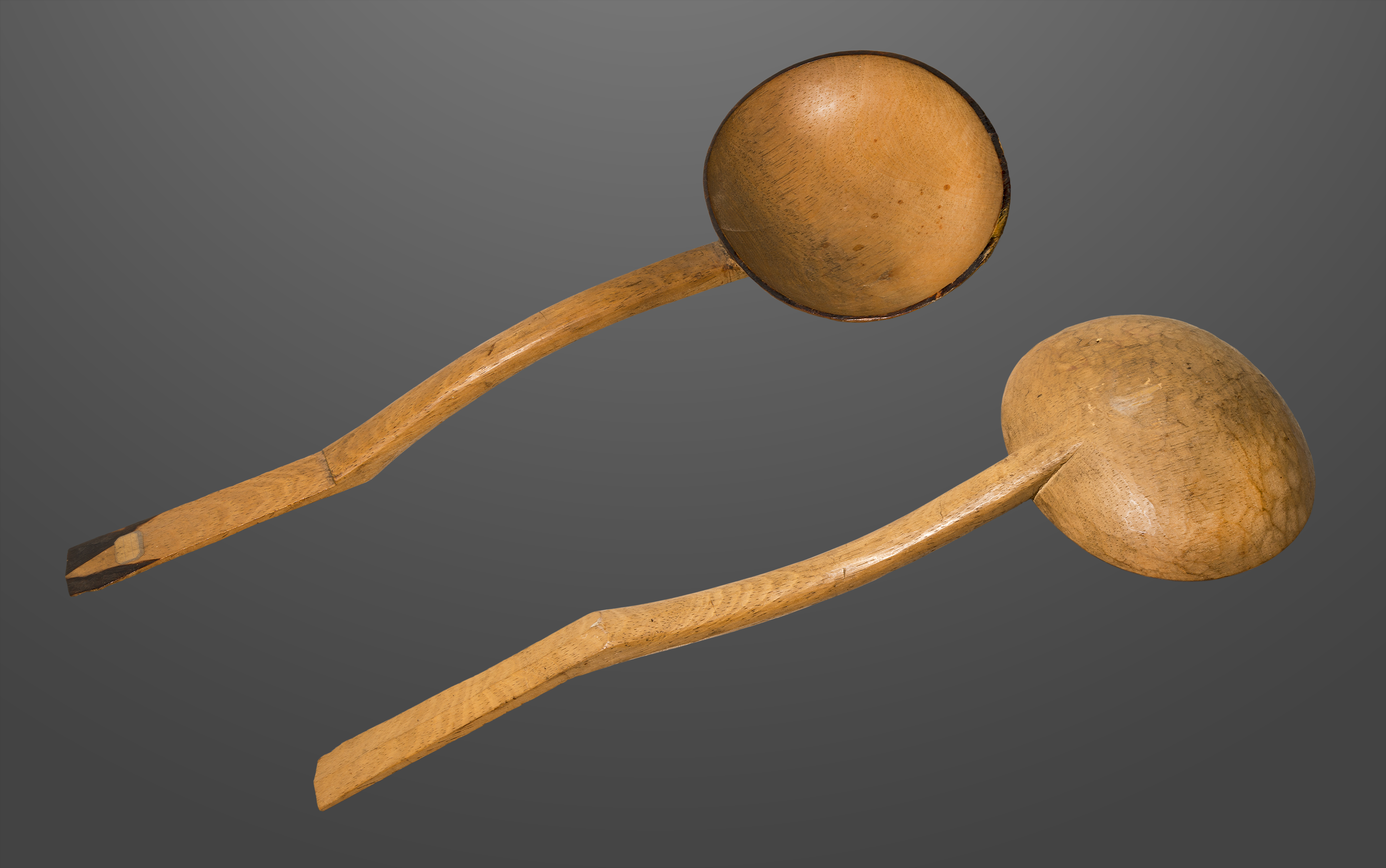
Löffel aus dem 19. Jahrhundert
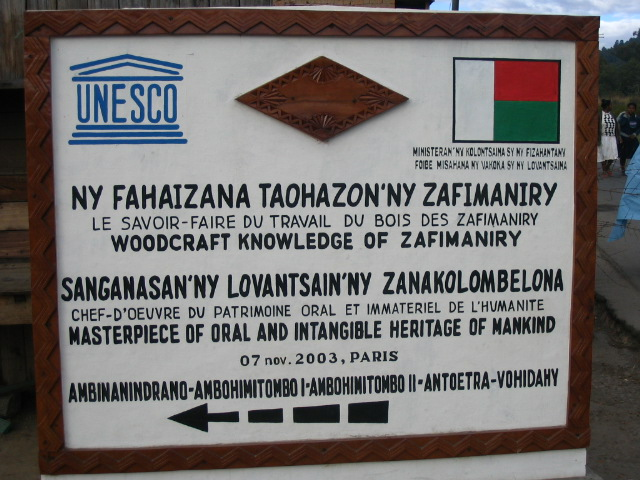
Unesco-Schild